# Pseudophilyra melita
Pseudophilyra melita is een krabbensoort uit de familie van de Leucosiidae. De wetenschappelijke naam van de soort is voor het eerst geldig gepubliceerd in 1888 door de Man.